# Porcellio vesiculosus
Porcellio vesiculosus là một loài chân đều trong họ Porcellionidae. Loài này được Brian miêu tả khoa học năm 1930.